# Manlio Brusatin
Manlio Brusatin (* 1943) es un arquitecto italiano y un historiador del arte. Enseña en Venecia y en Milán.

## Trayectoria
Brusatin ha estudiado arquitectura con Carlo Scarpa en la Università IUAV de Venecia. Trabaja en un departamento de cultura en la Universidad de Venecia (Università Ca’ Foscari) y en la Facultad de diseño del Politécnico de Milán. 
Ha trabajado en diversas bienales del arte, en Venecia, como asesor en las diferentes gamas del arte y la arquitectura (así, sobre identidad y alteridad, en 1995). Brusatin es especialmente conocido por sus estudios sobre el color.

## Obra
- Venezia nel Settecento: stato, architettura, territorio, Turín, Einaudi, 1980
- Il muro della peste, Cluvia, Venecia 1981
- Historia de los colores, Paidós, 2006 (or. Einaudi, 1983).
- Arte della meraviglia, Turín, Einaudi, 1986
- Storia delle immagini, Einaudi, 1989
- The Baroque in Central Europe. Places, Architecture and Art, Venecia, Marsilio, 1992
- Storia delle linee, Einaudi, 1993
- Arte dell’oblio, Turín, Einaudi,  2000
- Colore senza nome, Venecia, Marsilio,  2006
- Arte come design. Storia di due storie, Turín, Einaudi,  2007

- Datos: Q1759068